# Abelendo (Tállara)
Abelendo es una aldea española del municipio de Lousame, La Coruña, Galicia. Pertenece a la parroquia de Tállara. 
En 2021 tenía una población de 21 habitantes (9 hombres y 12 mujeres). Está situada en el suroeste del municipio a 64 metros sobre el nivel del mar y 7,4 kilómetros de la capital municipal. Las localidades más cercanas son Merelle y Meixonfrío.